# 章賢室
章賢室（1844年1月29日—1868年12月27日），童名真戶金，號賢室，是琉球國第二尚氏王朝君主尚泰王之元配王妃。
賢室的生父為章鴻勳（佐久間親方正孟）。咸豐八年戊午十一月十九日（1858年12月23日），賢室與尚泰王成婚，當時她十五歲。按照慣例，她以王妃的身份被授予佐敷按司加那志的頭銜。她為尚泰王誕下一子尚典。
同治七年戊辰十一月十四日（1868年12月27日）薨，壽二十六。葬於玉陵。